# 青木秀仁
青木 秀仁（あおき ひでひと）
1. （1970年 - 2002年）ゲームミュージックの作曲家。以下で詳述。
2. （1976年3月8日 - ）プログラマ。Shamrock Records株式会社代表取締役。自動翻訳アプリ「UDトーク」の開発者。

青木秀仁（あおき ひでひと、1970年 - 2002年）はゲームミュージックの作曲家。千葉県出身。
代表作は『魔神転生』、『魔神転生II SPIRAL NEMESIS』、『女神異聞録ペルソナ』など。

## 来歴
グラフィックデザイナーを経て作曲家に転向。株式会社アトラスに入社し、増子司らと共にサウンドチーフとして女神転生シリーズの音楽を支えた。スーパーファミコン版『真・女神転生II』のサウンドトラックに収録するアレンジバージョンを録音するために、増子と共にイギリスのアビー・ロード・スタジオへ赴いた事もある（※この時の様子が同作サウンドトラックのブックレットに、増子司の日記という形で写真付きで収録されている）。
『女神異聞録ペルソナ』では、悪魔（敵）の声や「サトミタダシ薬局店のうた」を唄うなど多彩な才能ぶりを発揮した。また、1999年1月31日に六本木ヴェルファーレ（2007年現在閉店）で行なわれたアトラス主催の新作ゲーム（ペルソナ2 罪）発表会「闇のサバト」においては「サトミタダシ薬局店のうた」を観客の前で熱唱する姿も見受けられた。
2001年にアトラスを退社。ソニー・コンピュータエンタテインメントに籍を移したが、2002に山道をドライブ中、路面凍結のためスリップ事故を起こし、その際にガードレールが車中の当人を直撃、帰らぬ人となった。享年32。
2003年に発売されたプレイステーション版『真・女神転生if...』の作中および『真・女神転生サウンドコレクション』には、隠しトラックとして青木が作曲した『魔神転生』のオープニングテーマをアレンジした楽曲が収録されている。これは、青木を師と慕っていた土屋憲一が追悼の意味合いで収録したもの。

## 主な作品
- 1989年 - メソポタミア[PCエンジン]
- 1991年 - クイズまるごとtheワールド[PCエンジン]
- 1991年 - チキチキマシン猛レース[FC]
- 1992年 - チキチキマシン猛レース[GB]
- 1994年 - 魔神転生[SFC]
- 1995年 - 魔神転生II SPIRAL NEMESIS[SFC] ※沖辺美佐紀と共同
- 1996年 - 女神異聞録ペルソナ[PS] ※土屋憲一、沖辺美佐紀、目黒将司と共同
- 1997年 - デビルサマナー ソウルハッカーズ[SS]　※魔法ムービーのみ参加
- 1998年 - レブス[PS]　※効果音
- 1999年 - デビルサマナー ソウルハッカーズ[PS]　※効果音
- 1999年 - ペルソナ2 罪[PS]
- 2001年 - 正義の味方[PS2] ※サウンドディレクション、効果音
- 2002年 - ワイルドアームズ アドヴァンスドサード[PS2] ※効果音